# ولایت ایسه

نقشه ژاپن در سال (سال ۱۸۶۸). این ولایت با رنگ تیره مشخص شده‌است.

ولایت ایسه (به ژاپنی: 伊勢国 Ise no kuni) یکی از ولایت‌ها در تقسیم‌بندی کشوری قدیم ژاپن بود.